# Esquirol volador xinès
L'esquirol volador xinès (Petaurista xanthotis) és una espècie de rosegador de la família dels esciúrids. És endèmic de la Xina (províncies de Gansu, Sichuan, Yunnan, Qinghai i Tibet). Es tracta d'un animal nocturn i arborícola que s'alimenta de brots, fulles i pinyons). El seu hàbitat natural són els avetars situats a uns 3.000 msnm. És una espècie en risc mínim, és a dir, no sembla que hi hagi cap amenaça significativa per a la seva supervivència.